# Jhon Chancellor
Jhon Carlos Chancellor Cedeño, noto come Jhon Chancellor (Ciudad Guayana, 2 gennaio 1992), è un calciatore venezuelano, difensore del'Universidad Católica e della nazionale venezuelana.

## Caratteristiche tecniche
È un difensore centrale, molto forte fisicamente, si dimostra soprattutto abile sulle palle inattive e nel gioco aereo.

## Carriera

### Club
Ha esordito nella massima serie venezuelana, il 31 ottobre 2010 con la maglia del Mineros in un match pareggiato 1-1 contro lo Yaracuyanos.
Nel luglio 2019, dopo sei mesi all'Al-Ahly Doha, nel campionato qatariota, viene ingaggiato dal Brescia neopromosso in Serie A, con cui firma un contratto annuale. Esordisce con i lombardi il 18 agosto nel terzo turno di Coppa Italia in casa del Perugia, nella sfida persa per 2-1 dopo i tempi supplementari. Dopo sette giorni esordisce in massima serie, nella trasferta in casa del Cagliari vinta per 1-0. Il 24 settembre un suo autogol permette alla Juventus di raggiungere il pareggio nella sfida di campionato, vinta poi dai torinesi per 2-1. Il 14 dicembre successivo sigla la sua prima rete in Serie A, nel match casalingo contro il Lecce vinto per 3-0. Il 3 gennaio 2020 rinnova il contratto con le rondinelle sino al giugno 2022. Grande amico del connazionale Tomas Rincon con il quale passa le vacanze. Il 28 febbraio del 2022 viene ceduto allo Zagłębie Lubin, in Polonia.

### Nazionale
Ha partecipato al campionato sudamericano Under-20 del 2011.
Ha esordito con la nazionale maggiore venezuelana l'8 giugno 2017 in un'amichevole pareggiata per 1-1 contro l'Ecuador. Ha partecipato alla Copa America 2019, giocata in Brasile, dove la sua nazionale è stata eliminata ai quarti di finale dall'Argentina.

## Statistiche

### Presenze e reti nei club
Statistiche aggiornate al 28 ottobre 2022
| Stagione              | Squadra               | Campionato            | Campionato | Campionato | Coppe nazionali | Coppe nazionali | Coppe nazionali | Coppe continentali | Coppe continentali | Coppe continentali | Altre coppe | Altre coppe | Altre coppe | Totale | Totale | Totale |
| Stagione              | Squadra               | Comp                  | Pres       | Reti       | Comp            | Pres            | Reti            | Comp               | Pres               | Reti               | Comp        | Pres        | Reti        | Pres   | Reti   |        |
| --------------------- | --------------------- | --------------------- | ---------- | ---------- | --------------- | --------------- | --------------- | ------------------ | ------------------ | ------------------ | ----------- | ----------- | ----------- | ------ | ------ | ------ |
| 2010-2011             | Mineros               | PD                    | 15         | 0          | CV              | 0               | 0               | -                  | -                  | -                  | -           | -           | -           | 15     | 0      |        |
| 2011-2012             | Mineros               | PD                    | 7          | 0          | CV              | 0               | 0               | -                  | -                  | -                  | -           | -           | -           | 7      | 0      |        |
| 2012-2013             | Mineros               | PD                    | 15         | 2          | CV              | 0               | 0               | CS                 | 2                  | 0                  | -           | -           | -           | 17     | 2      |        |
| 2013-2014             | Deportivo Lara        | PD                    | 19         | 0          | CV              | 0               | 0               | CS                 | 1                  | 0                  | -           | -           | -           | 20     | 0      |        |
| 2014-2015             | Deportivo Lara        | PD                    | 32         | 4          | CV              | 0               | 0               | -                  | -                  | -                  | -           | -           | -           | 32     | 4      |        |
| Totale Deportivo Lara | Totale Deportivo Lara | Totale Deportivo Lara | 51         | 4          |                 | 0               | 0               |                    | 1                  | 0                  |             | -           | -           | 52     | 4      |        |
| 2015                  | Mineros               | PD                    | 20         | 4          | CV              | 2               | 0               | -                  | -                  | -                  | -           | -           | -           | 22     | 4      |        |
| gen.-giu. 2016        | Mineros               | PD                    | 13         | 2          | CV              | 0               | 0               | -                  | -                  | -                  | -           | -           | -           | 13     | 2      |        |
| Totale Mineros        | Totale Mineros        | Totale Mineros        | 70         | 8          |                 | 2               | 0               |                    | 2                  | 0                  |             | -           | -           | 74     | 8      |        |
| giu-dic. 2016         | Dep. La Guaira        | PD                    | 9          | 0          | CV              | 0               | 0               | CS                 | 4                  | 0                  | -           | -           | -           | 13     | 0      |        |
| 2017                  | Delfín                | A                     | 38         | 3          | -               | -               | -               | -                  | -                  | -                  |             | -           | -           | 38     | 3      |        |
| gen.-giu. 2018        | Anži                  | PL                    | 1          | 0          | CR              | 0               | 0               | -                  | -                  | -                  | -           | -           | -           | 1      | 0      |        |
| 2018-gen. 2019        | Anži                  | PL                    | 14         | 0          | CR              | 2               | 1               | -                  | -                  | -                  | -           | -           | -           | 16     | 1      |        |
| Totale Anži           | Totale Anži           | Totale Anži           | 15         | 0          |                 | 2               | 1               |                    | -                  | -                  |             | -           | -           | 17     | 1      |        |
| gen.-giu. 2019        | Al-Ahli Doha          | QSL                   | 6          | 1          | EQC             | 0               | 0               | -                  | -                  | -                  | -           | -           | -           | 6      | 1      |        |
| 2019-2020             | Brescia               | A                     | 26         | 3          | CI              | 1               | 0               | -                  | -                  | -                  | -           | -           | -           | 27     | 3      |        |
| 2020-2021             | Brescia               | B                     | 21         | 0          | CI              | 1               | 0               | -                  | -                  | -                  | -           | -           | -           | 22     | 0      |        |
| 2021-feb. 2022        | Brescia               | B                     | 14         | 1          | CI              | 0               | 0               | -                  | -                  | -                  | -           | -           | -           | 14     | 1      |        |
| Totale Brescia        | Totale Brescia        | Totale Brescia        | 61         | 4          |                 | 2               | 0               |                    | -                  | -                  |             | -           | -           | 63     | 4      |        |
| feb.-giu. 2022        | Zagłębie Lubin        | EK                    | 7          | 0          | CP              | -               | -               | -                  | -                  | -                  | -           | -           | -           | 7      | 0      |        |
| ago.-dic. 2022        | Coritiba              | A1/PR+A               | - +13      | 0          | CB              | -               | -               | -                  | -                  | -                  | -           | -           | -           | 13     | 0      |        |
| 2023                  | Coritiba              | A1/PR+A               | 10+4       | 1+0        | CB              | 0               | 0               | -                  | -                  | -                  | -           | -           | -           | 14     | 1      |        |
| Totale Coritiba       | Totale Coritiba       | Totale Coritiba       | 10+17      | 1+0        |                 | 0               | 0               |                    | -                  | -                  |             | -           | -           | 27     | 1      |        |
| Totale carriera       | Totale carriera       | Totale carriera       | 284        | 21         |                 | 6               | 1               |                    | 7                  | 0                  |             | -           | -           | 297    | 22     |        |

### Cronologia presenze e reti in nazionale
| Cronologia completa delle presenze e delle reti in nazionale ― Venezuela | Cronologia completa delle presenze e delle reti in nazionale ― Venezuela | Cronologia completa delle presenze e delle reti in nazionale ― Venezuela | Cronologia completa delle presenze e delle reti in nazionale ― Venezuela | Cronologia completa delle presenze e delle reti in nazionale ― Venezuela | Cronologia completa delle presenze e delle reti in nazionale ― Venezuela | Cronologia completa delle presenze e delle reti in nazionale ― Venezuela | Cronologia completa delle presenze e delle reti in nazionale ― Venezuela |
| Data                                                                     | Città                                                                    | In casa                                                                  | Risultato                                                                | Ospiti                                                                   | Competizione                                                             | Reti                                                                     | Note                                                                     |
| ------------------------------------------------------------------------ | ------------------------------------------------------------------------ | ------------------------------------------------------------------------ | ------------------------------------------------------------------------ | ------------------------------------------------------------------------ | ------------------------------------------------------------------------ | ------------------------------------------------------------------------ | ------------------------------------------------------------------------ |
| 8-6-2017                                                                 | Boca Raton                                                               | Ecuador                                                                  | 1 – 1                                                                    | Venezuela                                                                | Amichevole                                                               | -                                                                        |                                                                          |
| 31-8-2017                                                                | San Cristóbal                                                            | Venezuela                                                                | 0 – 0                                                                    | Colombia                                                                 | Qual. Mondiali 2018                                                      | -                                                                        |                                                                          |
| 5-9-2017                                                                 | Buenos Aires                                                             | Argentina                                                                | 1 – 1                                                                    | Venezuela                                                                | Qual. Mondiali 2018                                                      | -                                                                        | 42’                                                                      |
| 5-10-2017                                                                | San Cristóbal                                                            | Venezuela                                                                | 0 – 0                                                                    | Uruguay                                                                  | Qual. Mondiali 2018                                                      | -                                                                        |                                                                          |
| 10-10-2017                                                               | Asunción                                                                 | Paraguay                                                                 | 0 – 1                                                                    | Venezuela                                                                | Qual. Mondiali 2018                                                      | -                                                                        |                                                                          |
| 13-11-2017                                                               | Nimega                                                                   | Iran                                                                     | 0 – 1                                                                    | Venezuela                                                                | Amichevole                                                               | -                                                                        |                                                                          |
| 8-9-2018                                                                 | Miami                                                                    | Colombia                                                                 | 2 – 1                                                                    | Venezuela                                                                | Amichevole                                                               | -                                                                        | 87’                                                                      |
| 16-11-2018                                                               | Ōita                                                                     | Giappone                                                                 | 1 – 1                                                                    | Venezuela                                                                | Amichevole                                                               | -                                                                        |                                                                          |
| 20-11-2018                                                               | Doha                                                                     | Iran                                                                     | 1 – 1                                                                    | Venezuela                                                                | Amichevole                                                               | -                                                                        |                                                                          |
| 1-6-2019                                                                 | Miami Gardens                                                            | Ecuador                                                                  | 1 – 1                                                                    | Venezuela                                                                | Amichevole                                                               | -                                                                        |                                                                          |
| 9-6-2019                                                                 | Cincinnati                                                               | Stati Uniti                                                              | 0 – 3                                                                    | Venezuela                                                                | Amichevole                                                               | -                                                                        |                                                                          |
| 15-6-2019                                                                | Porto Alegre                                                             | Venezuela                                                                | 0 – 0                                                                    | Perù                                                                     | Coppa America 2019 - 1º turno                                            | -                                                                        |                                                                          |
| 22-6-2019                                                                | Belo Horizonte                                                           | Bolivia                                                                  | 1 – 3                                                                    | Venezuela                                                                | Coppa America 2019 - 1º turno                                            | -                                                                        |                                                                          |
| 28-6-2019                                                                | Rio de Janeiro                                                           | Venezuela                                                                | 0 – 2                                                                    | Argentina                                                                | Coppa America 2019 - Quarti di finale                                    | -                                                                        |                                                                          |
| 10-10-2019                                                               | Caracas                                                                  | Venezuela                                                                | 4 – 1                                                                    | Bolivia                                                                  | Amichevole                                                               | -                                                                        |                                                                          |
| 9-10-2020                                                                | Barranquilla                                                             | Colombia                                                                 | 3 – 0                                                                    | Venezuela                                                                | Qual. Mondiali 2022                                                      | -                                                                        | 59’                                                                      |
| 13-10-2020                                                               | Mérida                                                                   | Venezuela                                                                | 0 – 1                                                                    | Paraguay                                                                 | Qual. Mondiali 2022                                                      | -                                                                        |                                                                          |
| 17-11-2020                                                               | Caracas                                                                  | Venezuela                                                                | 2 – 1                                                                    | Cile                                                                     | Qual. Mondiali 2022                                                      | -                                                                        | 90+1’                                                                    |
| 3-6-2021                                                                 | La Paz                                                                   | Bolivia                                                                  | 3 – 1                                                                    | Venezuela                                                                | Qual. Mondiali 2022                                                      | 1                                                                        |                                                                          |
| 8-6-2021                                                                 | Caracas                                                                  | Venezuela                                                                | 0 – 0                                                                    | Uruguay                                                                  | Qual. Mondiali 2022                                                      | -                                                                        |                                                                          |
| 5-9-2021                                                                 | Lima                                                                     | Perù                                                                     | 1 – 0                                                                    | Venezuela                                                                | Qual. Mondiali 2022                                                      | -                                                                        | 46’                                                                      |
| 9-9-2021                                                                 | Asunción                                                                 | Paraguay                                                                 | 2 – 1                                                                    | Venezuela                                                                | Qual. Mondiali 2022                                                      | 1                                                                        |                                                                          |
| 7-10-2021                                                                | Caracas                                                                  | Venezuela                                                                | 1 – 3                                                                    | Brasile                                                                  | Qual. Mondiali 2022                                                      | -                                                                        | 46’                                                                      |
| 10-10-2021                                                               | Caracas                                                                  | Venezuela                                                                | 2 – 1                                                                    | Ecuador                                                                  | Qual. Mondiali 2022                                                      | -                                                                        | 88’                                                                      |
| 28-1-2022                                                                | Barinas                                                                  | Venezuela                                                                | 4 – 1                                                                    | Bolivia                                                                  | Qual. Mondiali 2022                                                      | -                                                                        |                                                                          |
| 1-2-2022                                                                 | Montevideo                                                               | Uruguay                                                                  | 4 – 1                                                                    | Venezuela                                                                | Qual. Mondiali 2022                                                      | -                                                                        | 41’                                                                      |
| 24-3-2022                                                                | Buenos Aires                                                             | Argentina                                                                | 3 – 0                                                                    | Venezuela                                                                | Qual. Mondiali 2022                                                      | -                                                                        | 67’                                                                      |
| 1-6-2022                                                                 | Ta' Qali                                                                 | Malta                                                                    | 0 – 1                                                                    | Venezuela                                                                | Amichevole                                                               | -                                                                        | 43’                                                                      |
| 9-6-2022                                                                 | Murcia                                                                   | Arabia Saudita                                                           | 0 – 1                                                                    | Venezuela                                                                | Amichevole                                                               | -                                                                        |                                                                          |
| 27-9-2022                                                                | Wiener Neustadt                                                          | Emirati Arabi Uniti                                                      | 0 – 4                                                                    | Venezuela                                                                | Amichevole                                                               | 1                                                                        | 45’ 78’                                                                  |
| 15-11-2022                                                               | Sharja                                                                   | Venezuela                                                                | 2 – 2                                                                    | Panama                                                                   | Amichevole                                                               | -                                                                        |                                                                          |
| 20-11-2022                                                               | Dubai                                                                    | Siria                                                                    | 1 – 2                                                                    | Venezuela                                                                | Amichevole                                                               | -                                                                        | 64’                                                                      |
| 24-3-2023                                                                | Gedda                                                                    | Arabia Saudita                                                           | 1 – 2                                                                    | Venezuela                                                                | Amichevole                                                               | -                                                                        | 71’                                                                      |
| 28-3-2023                                                                | Gedda                                                                    | Uzbekistan                                                               | 1 – 1                                                                    | Venezuela                                                                | Amichevole                                                               | -                                                                        | 70’                                                                      |
| 15-6-2023                                                                | Washington                                                               | Venezuela                                                                | 1 – 0                                                                    | Honduras                                                                 | Amichevole                                                               | -                                                                        | 48’ 67’                                                                  |
| 18-6-2023                                                                | East Hartford                                                            | Venezuela                                                                | 1 – 0                                                                    | Guatemala                                                                | Amichevole                                                               | -                                                                        |                                                                          |
| 12-9-2023                                                                | Maturín                                                                  | Venezuela                                                                | 1 – 0                                                                    | Paraguay                                                                 | Qual. Mondiali 2026                                                      | -                                                                        | 90+6’                                                                    |
| Totale                                                                   |                                                                          | Presenze                                                                 | 37                                                                       |                                                                          | Reti                                                                     | 3                                                                        |                                                                          |

## Palmarès
- Copa Venezuela: 1

Mineros de Guanaja: 2011